# 圣特雷济尼亚
圣特雷济尼亚是巴西马托格罗索州的一个市镇。总面积6450.838平方公里，总人口7289人，人口密度1.1人/平方公里。